# Robert S. Hartman

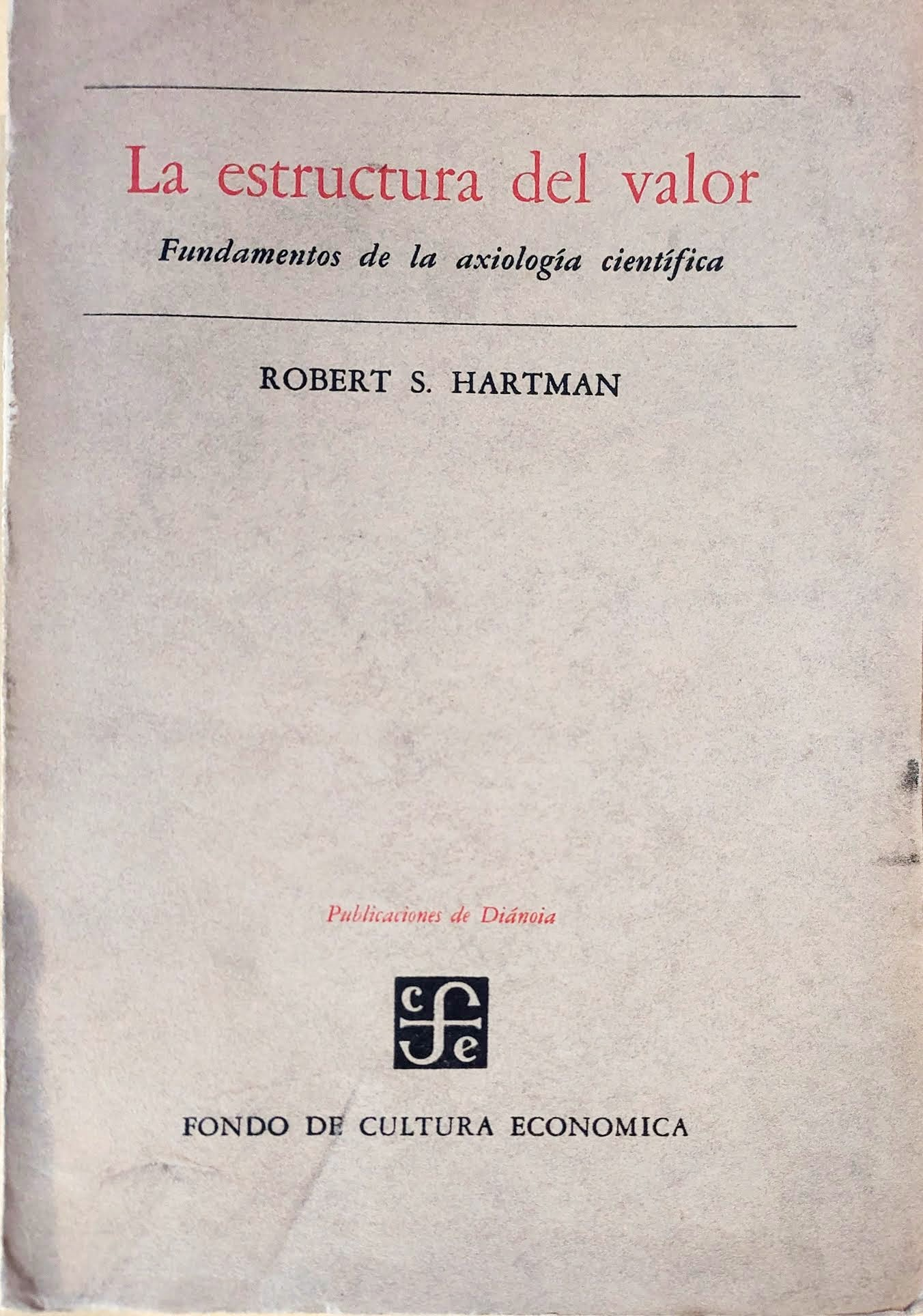
Portada del libro "La estructura del valor (Fundamentos de la axiología científica)" de Robert S. Hartman. Edición del 1959.

Robert Schirokauer Hartman (27 de enero de 1910-20 de septiembre de 1973) fue un lógico y filósofo germano-estadounidense. Su principal campo de estudio fue la axiología científica y se le conoce como su teórico original desarrollando la ciencia del valor. Su axiología es la base del Inventario de Valor de Hartman (también conocido como el "Perfil de Valor de Hartman (HVP)", que se utiliza en psicología para medir el carácter de un individuo.

## Primeros años de vida
Robert S. Hartman nació en Berlín, Alemania el 27 de enero de 1910. Estudió en el Colegio Alemán de Ciencias Políticas, y también en la Universidad de París, la Escuela de Economía de Londres, y en la Universidad de Berlín de la que recibió una Licenciatura en Derecho en 1932.
Comenzó a trabajar como profesor de derecho administrativo y filosofía del derecho en la Universidad de Berlín, y también se desempeñó como juez asistente del tribunal de distrito de Berlín-Charlottenburg. En 1932 se fue de Alemania a Gran Bretaña y "comenzó a trabajar para Walt Disney Productions como representante de derechos de autor en Gran Bretaña y luego abrió oficinas para Disney en Dinamarca, Noruega, Finlandia y Suecia, donde conoció y se casó con su esposa. Los Hartman se mudaron a la Ciudad de México donde representó a Disney Productions en América Central y las Antillas".

## Carrera profesional
El rechazo de Hartman al fascismo lo puso en conflicto con el partido nazi y lo obligó a abandonar Alemania, utilizando un pasaporte falso, en 1932. Cambió legalmente su nombre, que originalmente era Robert Schirokauer, al nombre en su pasaporte, Robert S. (por Schirokauer) Hartman. En 1938, usando un pasaporte de extranjero sueco, él, su esposa y su hijo salieron de Europa hacia México, donde vivieron hasta su inmigración en 1941 a los Estados Unidos, donde más tarde se convirtieron en ciudadanos.
En 1941 emigró a los Estados Unidos y se hizo ciudadano. Hizo su trabajo de doctorado en filosofía en la Universidad Northwestern en 1946. Enseñó en la Universidad de Berlín y en la Academia Lake Forest, cerca de Chicago. Fue profesor de filosofía en el College of Wooster (1945 - 1948) y en la Universidad Estatal de Ohio (1948 - 1956) y fue profesor invitado en el Instituto Tecnológico de Massachusetts (1955 - 1956) y en la Universidad de Yale en 1966. Hartman fue investigador y profesor de intercambio en la Universidad Nacional Autónoma de México de 1956 a 1957, y desde 1957 hasta su muerte fue profesor investigador de filosofía allí. Desde 1968 hasta su muerte, Hartman también ocupó un puesto como profesor de filosofía en la Universidad de Tennessee. A fines de la década de 1950, estuvo entre los primeros miembros de la Sociedad para la Investigación de Sistemas Generales .
De 1950 a 1957 fue presidente de la Comisión de Paz del Consejo Internacional de Iglesias Comunitarias. Se desempeñó como Director Ejecutivo del Council of Profit-Sharing Industries y escribió su primer manual. Fue uno de los fundadores del Deutsche Institute fur Social-Wirtschaftliche Betriebsgestaltung (organización industrial). Fue patrocinador fundador de la Asociación Estadounidense de Psicología Humanística. Se le atribuye ser el espíritu fundador detrás del plan de jubilación empresarial que prevalece en los Estados Unidos hoy en día, el Plan 401K.  Archivado el 6 de mayo de 2006 en Wayback Machine. Fue el primer presidente de la American Society for Value Inquiry, fundada en 1971 por James Wilbur.
Se desempeñó como consultor para la aplicación práctica de la teoría del valor con AT&T, General Foods, General Electric e IBM .

## Muerte
Hartman murió en Cuernavaca, México el 20 de septiembre de 1973. Tuvo un hijo, Jan. Jan Hartman fue un guionista, autor y dramaturgo ganador de un Emmy. Murió de insuficiencia cardíaca en octubre de 2006. Durante los 10 años anteriores, Jan vivió en Hertfordshire, Inglaterra, con su esposa, Stacey McNutt, editora de libros.

## Trabajo
Fue objeto de tesis doctorales, incluida la del expresidente del Departamento de Filosofía de la Universidad de Tennessee, el profesor John Davis, así como la de Marvin Charles Katz, cuya tesis se publicó más tarde como un libro titulado Tendencias hacia la síntesis .
Ha publicado trabajos sobre la fenomenología de la medida de grupos, sobre las constantes universales en Física (en su papel de filósofo de la ciencia), sobre la lógica de la descripción y valoración, sobre la contribución de San Anselmo, y sobre el Concepto de Sí mismo en Soren Kierkegaard .

### Ciencia del valor
La ciencia del valor intenta dilucidar formalmente la teoría del valor utilizando tanto la lógica formal como la simbólica. El libro de referencia Who Knows What enumeró a Hartman como una de las dos autoridades vivas en la teoría del valor (el otro era Charles W. Morris (1903-1979)). Entre las publicaciones de Hartman se encuentran el informe sobre la teoría del valor para el Institut International de Philosophis 1949-1955, publicado por la UNESCO; su obra magna La estructura del valor (1967 Southern Illinois University Press); y en el momento de su muerte en 1973 estaba trabajando en un manuscrito titulado La medida del valor.
Otro trabajo crítico es Knowledge of Good (Robert S. Hartman, Arthur Ellis y Rem B. Edwards, 2002 Rodopi Press), un estudio exhaustivo de todas las discusiones filosóficas sobre la bondad y las lagunas que existen en una filosofía completa del valor. Hartman muestra cómo su teoría del valor formal llena estos vacíos.

#### Fundamentos
El principio fundamental que funciona como axioma y puede enunciarse en lógica simbólica, es que una cosa es buena en la medida en que ejemplifica su concepto. Dicho de otro modo, "una cosa es buena si tiene todas sus propiedades descriptivas". Esto significa, según Hartman, que la cosa buena tiene un nombre, que el nombre tiene un significado definido por un conjunto de propiedades y que la cosa posee todas las propiedades del conjunto. Una cosa es mala si no cumple su descripción. Si no cumple con su definición es terrible (horrible, miserable). Un automóvil, por definición, tiene frenos. Un automóvil que acelera cuando se aplican los frenos es un automóvil horrible, ya que un automóvil, por definición, debe tener frenos. Un caballo, si lo llamáramos automóvil, sería un automóvil aún peor, con menos propiedades de un automóvil. El nombre que ponemos a las cosas es muy importante: establece la norma sobre cómo las juzgamos.
Introduce tres dimensiones básicas de valor, sistémico , extrínseco e intrínseco para conjuntos de propiedades: la perfección es para el valor sistémico lo que la bondad es para el valor extrínseco y lo que la singularidad es para el valor intrínseco, cada una con su propia cardinalidad: finito,y. En la práctica, los términos "bueno" y "malo" se aplican a conjuntos finitos de propiedades , ya que este es el único caso en el que existe una relación entre el número total de propiedades deseadas y el número de tales propiedades que posee algún objeto que se está valorando. (En el caso de que el número de propiedades sea contablemente infinito, se toma en consideración la dimensión extrínseca del valor, la exposición así como la mera definición de un concepto específico).
Hartman cuantifica esta noción por el principio de que cada propiedad de la cosa vale tanto como cualquier otra propiedad, dependiendo del nivel de abstracción. Por lo tanto, si una cosa tiene n propiedades, cada una de ellas, si están en el mismo nivel de abstracción, vale proporcionalmente n −1. En otras palabras, un automóvil que tiene frenos o una tapa de gasolina se ponderan por igual en lo que respecta a su valor, siempre que ambos sean parte de la definición de "automóvil". Dado que una tapa de gasolina normalmente no es parte de la definición de un automóvil, no se le daría peso. Los faros pueden pesarse dos veces, una o ninguna, dependiendo de cómo aparezcan los faros en la descripción de un automóvil. Dado un conjunto finito de n propiedades, una cosa es buena si se percibe que tiene todas las propiedades, regular si tiene más de n / 2 de ellas, medio si tiene n / 2 de ellas y malo si tiene menos de n / 2 .

#### Conjuntos infinitos de propiedades
Hartman pasa a considerar conjuntos infinitos de propiedades. Hartman afirma que, de acuerdo con un teorema de matemáticas transfinitas, cualquier colección de objetos materiales es, como máximo, numerablemente infinita. Este no es, de hecho, un teorema matemático, pero según Hartman, las personas son capaces de un conjunto infinitamente numerable de predicados. Como esto produce una cardinalidad nocional del continuo, Hartman advierte que cuando se trata de describir a una persona, sería más adecuado y apropiado tener en cuenta un continuo de propiedades. Esta es la cardinalidad del valor intrínseco en el sistema de Hartman.
Aunque no juegan ningún papel en las matemáticas ordinarias, Hartman despliega la noción de recíprocos de números aleph, como una especie de proporción infinitesimal. Esto, sostiene, llega a cero en el límite a medida que los cardinales incontables se hacen más grandes.

### Perfil de Valor de Hartman (HVP)
Hartman inventó el perfil de valor de Hartman, que sin embargo no es una descripción de lo que es valioso, sino una prueba para determinar lo que la gente considera valioso. Mide la formación de conceptos y la capacidad de toma de decisiones.

## Instituto Robert S. Hartman
El Instituto Robert S. Hartman de Axiología Formal y Aplicada fue fundado en 1976 y existe con el único propósito de promover el trabajo axiológico de Robert S. Hartman. El Instituto se desarrolló en cooperación con los herederos de Robert S. Hartman para avanzar en el estudio relacionado con las obras inéditas e inconclusas de Robert S. Hartman que se encuentran en las colecciones de la biblioteca de posgrado de la Universidad de Tennessee.
El Instituto Hartman afirma la importancia de una diversidad de enfoques para la formalización, interpretación y aplicación de la teoría de Hartman, y no tiene lealtad a ningún modelo de negocio u organización en particular.

### El Diario de Axiología Formal
El Journal of Formal Axiology se publica una vez al año, desde 2008, por el Instituto Robert S. Hartman. Cada edición se centra en el avance de la axiología formal y la teoría del valor de Robert S. Hartman e incluye artículos que tratan principalmente de la práctica y aplicación axiológica, así como de cuestiones teóricas. Los artículos pueden ser críticos, constructivos, creativos, teóricos o aplicados, y se centran en mejorar nuestra comprensión de la axiología hartmaniana y/o lo que se puede hacer con ella.

### Tipos de membresía
El Instituto Robert S. Hartman es una organización dirigida por voluntarios compuesta por una base de miembros global. Los tipos de membresía incluyen Membresía profesional, Membresía de maestro/instructor, Membresía de estudiante y Membresía de proveedor de servicios axiológicos.

## Obras publicadas
Hartman fue un escritor prolífico con algunas de sus obras publicadas y muchas disponibles en su forma de manuscrito original en los Archivos de la Universidad de Tennessee. El Instituto Robert S. Hartman está trabajando diligentemente para publicar la mayor cantidad posible de estos manuscritos.

### La Estructura del Valor: Fundamentos de la Axiología Científica
El libro revolucionario de Hartman introduce el pensamiento ordenado formal en la teoría del valor. Identifica tres tipos básicos de valor, bienes intrínsecos (p. ej., las personas como fines en sí mismos), bienes extrínsecos (p. ej., cosas y acciones como medios para fines) y bienes sistémicos (valores conceptuales). Todas las cosas buenas comparten un patrón formal o estructural común: cumplen con los estándares ideales o "conceptos" que les aplicamos. Por lo tanto, esta teoría se llama "axiología formal". Algunos valores son más ricos que otros en el cumplimiento de la propiedad de hacer el bien, por lo que algunas cosas deseables son mejores que otras y forman jerarquías de valor modeladas. La forma en que valoramos es tan importante como lo que valoramos, y las evaluaciones, como los valores, comparten estructuras o patrones formales, como demuestra este libro. Hartman ubica todo esto sólidamente dentro del marco de la teoría del valor histórico, pero se mueve exitosa y creativamente más allá de la tradición filosófica y hacia la creación de una nueva ciencia del valor.

### El saber del bien: crítica de la razón axiológica
Este libro presenta la teoría formal del valor de Robert S. Hartman y examina críticamente a muchos otros teóricos del valor del siglo XX a su luz.

### Cinco conferencias sobre axiología formal
Durante la última década de su vida, Hartman dio con frecuencia una serie de conferencias en las que esbozó la necesidad de una teoría científica de los valores humanos, los requisitos teóricos que se exigen de una teoría del valor eficaz y su justificación detrás del desarrollo de la teoría particular. desarrolló la teoría del valor, a la que denominó axiología formal. Llamó a estas conferencias, colectivamente, Five Lectures in Formal Axiology . Escritos como si fueran para entrega oral, tienen una cadencia y una claridad que hacen que sea un placer leerlos.
Hartman concluye estas conferencias con una descripción de cómo se podría aplicar su teoría en varias situaciones del mundo real. Específicamente, analiza cómo se puede aplicar la axiología formal a los estudios de economía y economía política, incluida la participación en las ganancias ; a los asuntos internacionales, incluidos los asuntos de guerra y paz; ya la ética personal. Para Hartman, nada menos que la supervivencia de la existencia humana depende de esto.

### La revolución contra la guerra: escritos seleccionados sobre la guerra y la paz
Hartman dedicó gran parte de su extraordinaria capacidad intelectual a comprender y articular las causas políticas, filosóficas, psicológicas y espirituales de la guerra para que la humanidad pudiera dejar de hacer la guerra y comenzar a vivir juntos en paz. Esta colección de ensayos de Hartman revela, por primera vez en un solo lugar, la amplitud y profundidad de sus pensamientos sobre este tema. También rastrea cómo su propia comprensión del papel de la guerra en la sociedad humana evolucionó durante su vida. Fue su estudio de la guerra lo que condujo, en gran parte, al desarrollo de la teoría del valor por la que es más conocido: la axiología formal. Las ideas de Hartman, si se entienden y aceptan, bien pueden llevar al cumplimiento de su esperanza de que podamos aprender a vivir en paz.